# Stadion Surakul
Stadion Surakul – wielofunkcyjny stadion w Phukecie, w Tajlandii. Pojemność stadionu wynosi 15 000 widzów. Został otwarty w 1959 roku. Swoje spotkania rozgrywają na nim piłkarze klubu Phuket FC. Obiekt był jedną z aren Mistrzostw Świata U-19 kobiet w 2004 roku.